# Pourquoi moi?
Cet article possède un paronyme, voir Pourquoi moi ?!.
Pourquoi moi? (Why Me?) est un film d'animation canadien réalisé en 1978 par Janet Perlman et Derek Lamb (en).

## Synopsis
M. Dupont ne se doutait pas en se rendant chez son médecin de la terrible nouvelle que ce dernier allait lui annoncer, il ne lui reste plus à vivre que... cinq minutes ! Comment va-t-il réagir ?

## Fiche technique
- Titre : Pourquoi moi?
- Titre original : Why Me?
- Réalisation, scénario et production : Janet Perlman et Derek Lamb.
- Photographie : Raymond Dumas (caméra d'animation)
- Son : Jean-Pierre Joutel (mixage) / Ken Page (effets sonores) / Jackie Newell (effets sonores)
- Recherches : Les Drew
- Administratrice de production : Diane Bergeron
- Version française : Claude Dionne, Arlette Dion, Andrée Major, Yvon Charette
- Société de production : Office national du film du Canada
- Société de distribution : Office national du film du Canada / Chalet Pointu (DVD, France)
- Pays : Canada
- Genre : Film d'animation
- Format : 35 mm
- Durée : 9 minutes 35 secondes
- Date de sortie : 1978

## Distribution
Version parlée anglaise
- Marshall Efron : Nesbitt Spoon
- Richard Gilbert : le docteur

Version parlée française
- Michel Forget : M. Dupont
- Ronald France : le docteur

## Distinctions
- Premier Prix du Festival international du film d'animation d'Ottawa
- Ruban Bleu de l'America, Film Festival 1979
- Certificat de réussite Exceptionnelle au Festival International San Francisco 1979